# جوناثان سواريز
جوناثان سواريز (بالإسبانية: Jonathan Suárez) مواليد 8 ديسمبر 1982 في بويرتو أورداز، فنزويلا، هو دراج فنزويلي. شارك في دورة الألعاب الأولمبية الصيفية.

## الميداليات
| الميدالية | المسابقة                    |
| --------- | --------------------------- |
| فضية      | دورة الألعاب الأمريكية 2007 |

## روابط خارجية
- جوناثان سواريز على موقع نتائج كأس العالم لسباقات دراجات (بي.أم.إكس) (الإنجليزية)
- جوناثان سواريز على موقع اللجنة الأولمبية الدولية (الإنجليزية)
- جوناثان سواريز على موقع أوليمبيديا (الإنجليزية)
- NBC Olympics Profile نسخة محفوظة 4 يناير 2014 على موقع واي باك مشين.